# Ярыгин, Иван Яковлевич
Иван Яковлевич Ярыгин (15 июня 1912, Весёлая, Орловская губерния — 28 января 1988, Свердловск, Ворошиловградская область) — старший радиотелеграфист управления артиллерийского дивизиона 185-го гвардейского артиллерийского полка гвардии красноармеец — на момент представления к награждению орденом Славы 1-й степени.

## Биография
Родился 15 июня 1912 года в селе Весёлая (ныне — Долгоруковского района Липецкой области). Окончил 4 класса. В 1930 году приехал в Донбасс. Работал на шахте в городе Свердловск Луганской области.
В августе 1941 года был призван в Красную Армию Свердловским райвоенкоматом. С того же времени участвовал в боях с захватчиками на Южном фронте, затем на 3-м Украинском и 1-м Белорусском фронтах. К началу 1945 года был радиотелеграфистом управления артиллерийского дивизиона 185-го гвардейского артиллерийского полка 82-й гвардейской стрелковой дивизии.
14 января 1945 года во время прорыва обороны противника на Магнушевском плацдарме, у хутора Генрыкув вблизи селения Гловачув, гвардии красноармеец Ярыгин, находясь на передовом наблюдательном пункте, под огнём противника обеспечил бесперебойную радиосвязь командира полка. Позднее, двигаясь вместе с пехотой, вынес 4-х тяжелораненых бойцов. Во время огневых налетов устранил до 12 порывов на линии.
Приказом по частям 82-й гвардейской стрелковой дивизии от 3 февраля 1945 года гвардии красноармеец Ярыгин Иван Яковлевич награждён орденом Славы 3-й степени.
19 февраля 1945 года в боях за город Познань гвардии красноармеец Ярыгин участвовал в отражении 13 вражеских контратак, в которых гранатами и из автомата уничтожил 3 пулемета и более 30 солдат и офицеров противника. Кроме того, оказал первую помощь и вынес с поля боя 4 тяжелораненых бойцов с оружием.
Приказом по войскам 8-й гвардейской армии от 15 апреля 1945 года гвардии красноармеец Ярыгин Иван Яковлевич награждён орденом Славы 2-й степени.
24-25 апреля 1945 года в боях в предместьях города Берлин гвардии красноармеец Ярыгин под огнём противника обеспечил бесперебойную радиосвязь командира полка. Заменил раненого телефониста и устранил под обстрелом противника 13 порывов на линии связи. Рискуя жизнью, вынес с поля боя раненого офицера и 3 солдат, уничтожил вражеского офицера и несколько автоматчиков.
Указом Президиума Верховного Совета СССР от 15 мая 1946 года за образцовое выполнение заданий командования в боях с захватчиками гвардии красноармеец Ярыгин Иван Яковлевич награждён орденом Славы 1-й степени. Стал полным кавалером ордена Славы.
В 1945 году был старшина Ярыгин был демобилизован. Возвратился в город Свердловск Луганской области. Работал навалоотбойщиком на шахте треста «Свердловуголь». Снова работал на шахте. Скончался 28 января 1988 года.

## Награды
Был награждён орденом Отечественной войны 1-й степени, орденами Славы 3-хстепеней, медалями. Почётный гражданин города Свердловска.

## Память
В городе Свердловск на Аллее славы установлен бюст И. Я. Ярыгина